# Yalgo (departamento)
Yalgo es un departamento de la provincia de Namentenga, en la región Centro-Norte, Burkina Faso. A 1 de julio de 2018 tenía una población estimada de 45 347 habitantes.
Se encuentra ubicado cerca del río Volta Blanco y al noreste de la capital del país, Uagadugú.